# Heinz Rall
Heinz Rall (* 28. September 1920 in Stuttgart; † 29. August 2006 in Güglingen) war ein deutscher Architekt. Er baute seit den 1950er Jahren 22 evangelische Kirchen einschließlich Gemeindezentren sowie zahlreiche Profanbauten.  Daneben schrieb er als Fachschriftsteller über Kirchenbau und Kunst im öffentlichen Raum und lieferte als Fotograf Beiträge zu den Werkkatalogen seiner Frau Ursula Stock.

## Leben
Heinz Rall wurde am 28. September 1920 in Stuttgart als zweites Kind des Beamten Christian Heinrich Rall (1888–1967) und dessen Ehefrau Marie Hermine Rall geb. Hildebrandt (1888–1955) geboren. Er besuchte das Schickhardt-Gymnasium Stuttgart, das er mit dem Abitur abschloss. Am 1. Oktober 1939 wurde er zur Luftwaffe der Wehrmacht eingezogen. Er absolvierte eine Fliegerausbildung und war 1942 als Leutnant in der 8. Staffel des Kampfgeschwaders 54 eingesetzt. Am 25. November 1942 wurde seine Junkers Ju 88 A-4, nach einem Luftkampf mit feindlichen Jagdflugzeugen so schwer getroffen, dass er 60 km südwestlich von Tunis notlanden musste. Bei Kriegsende war er Staffelkapitän der 8. Staffel. Seine Kriegserinnerungen und die seines Schulfreunds Hans Röper (1921–2014), der ihm als Navigator zugeteilt war, fanden ihren Niederschlag in dem Buch Vorgestern über dem tunesischen Bergland abgeschossen.
Nach dem Krieg wohnte Rall wieder in Stuttgart. Von 1947 bis 1953 studierte er zusammen mit Hans Röper Architektur an der Technischen Hochschule Stuttgart und schloss das Studium mit dem akademischen Grad eines Diplom-Ingenieurs ab, zu seinen Lehrern zählten Hans Volkart und Rolf Gutbrod. Ab 1950, noch während des Studiums, arbeiteten er und Hans Röper im Büro von Hans Volkart. Rall war u. a. an der Planung der Volksschule in Marbach am Neckar beteiligt.
1953 gründete Rall zusammen mit Hans Röper ein Architekturbüro in Stuttgart. Aus dieser bis 1960 dauernden Zusammenarbeit gingen u. a. sechs Kirchenbauten und die Stadthalle in Marbach am Neckar hervor. Im Jahr 1960 gründete Rall in Stuttgart das Büro Rall und Partner. Mit diesem Büro schuf Rall viele weitere Kirchen und Profanbauten.
Beim Umbau der Mauritiuskirche in Güglingen 1976/1977 wurde Rall auf die verfallene Ortsmitte aufmerksam und setzte sich für deren Sanierung ein, die er in den folgenden Jahren federführend durchführte. 1977 begann Ralls Zusammenarbeit mit der Bildhauerin Ursula Stock. 1999 heirateten Rall und Stock. 1987 verlegte das Paar seinen Lebensmittelpunkt nach Güglingen in das von Rall erbaute Wohn- und Atelierhaus Stockheimer Straße 47.
Als Güglinger Bürger widmete sich Rall neben seiner beruflichen Tätigkeit weiterhin der Kunst im Stadtraum, insbesondere war er beteiligt an der Rekonstruktion des modernen Güglinger Palmtuchs. Im Jahr 1981 gründete Rall den Kunstverein Bürgerstiftung Kunst für Güglingen mit dem Ziel, die Kunstsammlung der Stadt Güglingen zu vergrößern und das Ansehen Güglingens als Kunststadt zu fördern. Durch eine großzügige Spende und die kostenlose Planung für den Umbau des Alten Rathauses ermöglichte Rall den Aufbau des Römermuseums Güglingen, das erst nach seinem Tod eingeweiht wurde.
Heinz Rall starb am 29. August 2006 in Güglingen. Sein Grabmal auf dem Friedhof in Güglingen wurde von seiner Frau entworfen und von Jörg Failmezger ausgeführt.
Die Hälfte des Wohn- und Atelierhauses, das ihm und seiner Frau gemeinsam gehörte, vermachte er der Kunststiftung Baden-Württemberg zur Förderung von Künstlern. Aus Anlass seines 90. Geburtstags veranstaltete Ursula Stock 2010 im Rathaus der Stadt Güglingen eine Gedenkausstellung, die einen Querschnitt durch sein Schaffen zeigte.

## Werk

### Sakralbauten

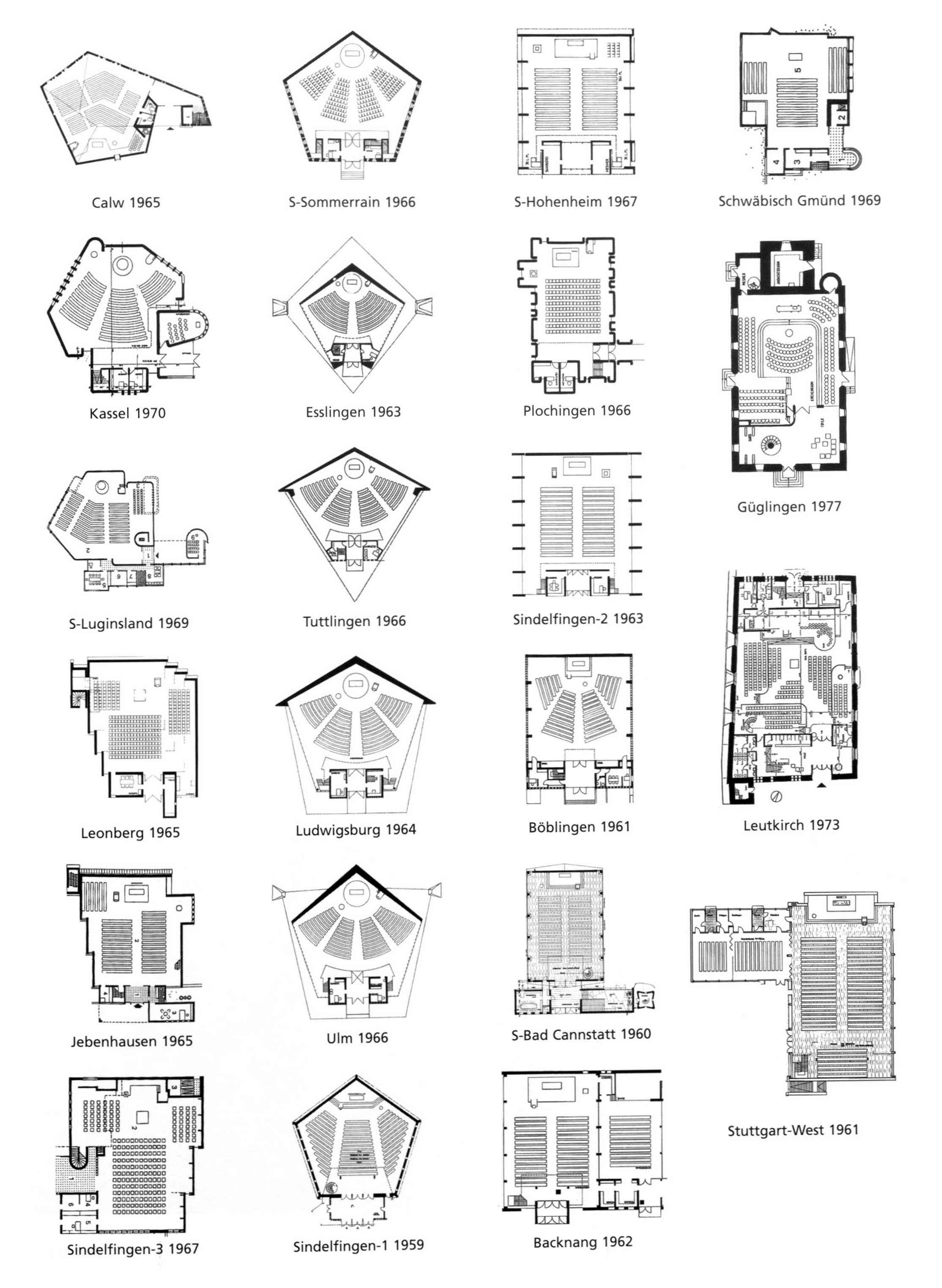
Grundrisstypologie der Kirchen von Heinz Rall

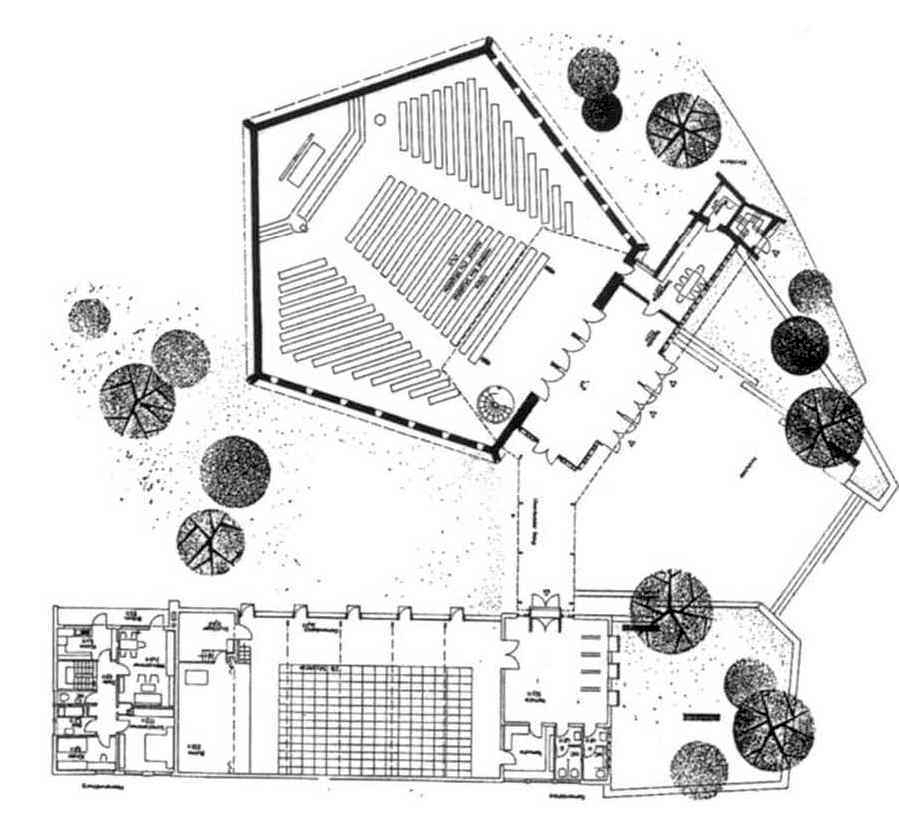
Grundriss der Christuskirche in Sindelfingen

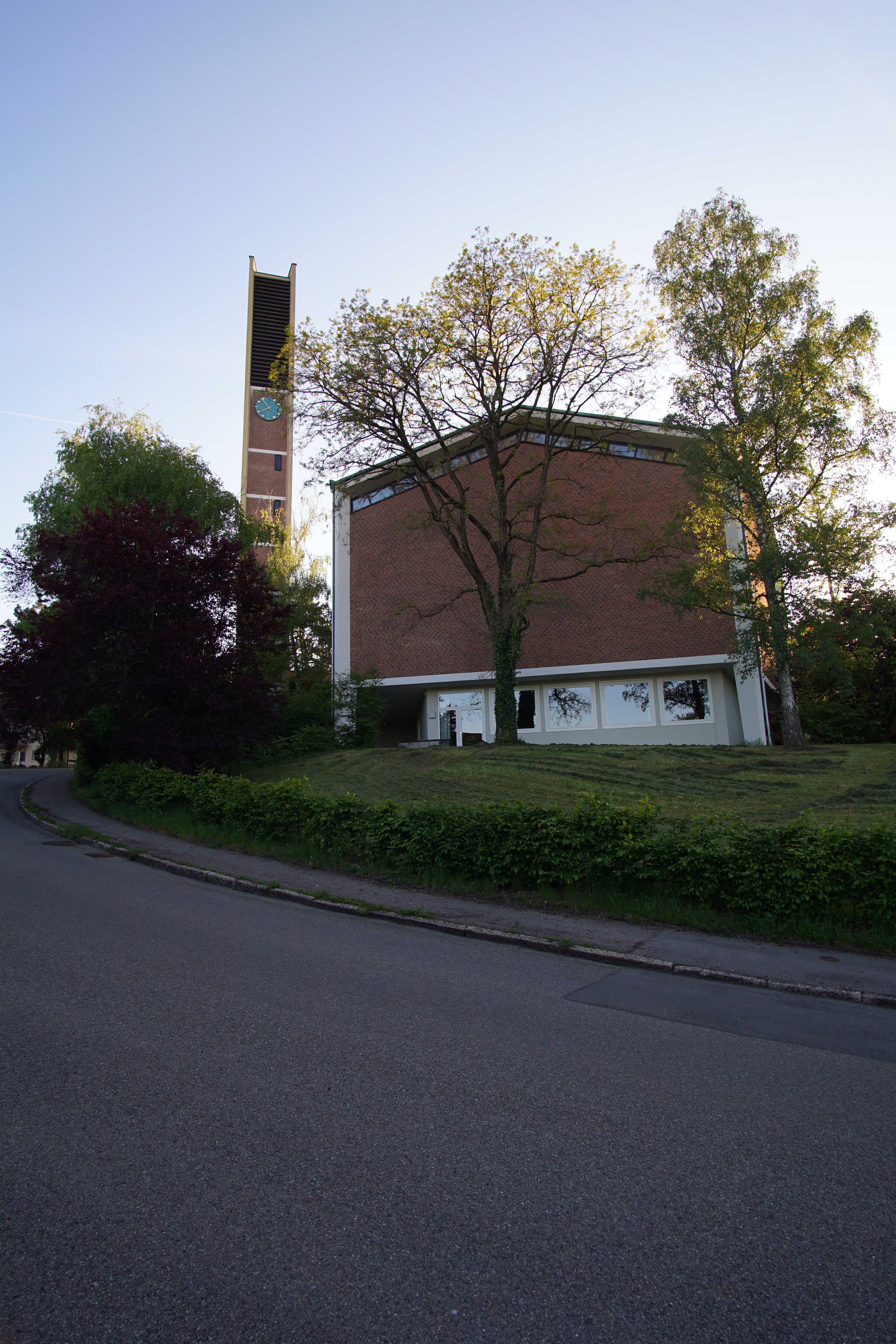
Christuskirche in Sindelfingen

#### Thesen
Rall stellte folgende Thesen zum zeitgenössischen Kirchenbau auf:
- Wenn die Kirche „ein bedeutender gemeinschaftsbildender und ordnender Brennpunkt innerhalb unserer Wohnstädte“ sein soll, müssen Standort und städtebauliche Einordnung dies widerspiegeln.
- Aus wirtschaftlichen Gründen lässt sich ein Bauvorhaben meist nur in mehreren Abschnitten ausführen, denen jedoch unbedingt eine Gesamtplanung zu Grunde liegen muss.
- Statt ein „allein gültiges Rezept“ für die äußere und innere Gestalt einer Kirche zu postulieren, setzt er sich für die „Vielfalt der Lösungen“ ein.
- Der Kirchenraum soll „ein Raum der Stille und Geborgenheit sein“, daher soll sich der Architekt jeder Effekthascherei enthalten.
- Er wendet sich gegen den damaligen Trend, die Kirchen als Multifunktionsräume auszugestalten und die Gemeinderäume in den Kirchenraum einzubeziehen. Diese sollen im Gegensatz zum Kirchenraum „keinesfalls eine kirchliche oder gar sakrale Stimmung vortäuschen“.
- Der künstlerische Schmuck einer Kirche bedarf der besonderen Aufmerksamkeit von Gemeinde und Architekt.

#### Bauten
Nach dem Bau einiger Profanbauten gewann das Büro Rall und Röper 1956 den Architekturwettbewerb für den Bau der 1959 eingeweihten evangelischen Christuskirche in Sindelfingen, bei der er seine Grundideen für den zeitgemäßen Sakralbau erstmals verwirklichen konnte. Der Stahlbetonskelettbau mit fünfeckigem Zentralraum, Faltdach und Campanile-artigem Turm liegt zwischen zwei Wohngebieten auf einer weithin sichtbaren Geländekuppe. Der schlicht gehaltene Innenraum wird geprägt durch Ziegelsteinwände und eine schwebende, zeltförmige Holzdecke. Durchbrochene Wände im Rücken der Gemeinde lenken das Hauptlicht zum Altarraum, und ein umlaufendes Fensterband am Deckenansatz spendet dezentes Rundumlicht.
Von 1959 bis 1977 bauten Rall bzw. Ralls Büros (Rall und Röper, Rall und Partner) zusammen mit wechselnden Mitarbeitern 22 evangelische Kirchen, meist in Württemberg. In Güglingen und in Leutkirch wurden bestehende Kirchen umgebaut, die übrigen waren Neubauten. Ab 1977 konzentrierte sich Rall auf die Stadtkernsanierung in Güglingen.
Nach dem Muster der ersten Kirche in Sindelfingen erhielten später einige weitere Kirchen einen fünfeckigen Grundriss. Während bei diesen Kirchen keine Seite bevorzugt wurde, wurden die übrigen Kirchen auf gerichteten Grundrissen erbaut, einige auf drachenförmigem, die meisten auf rechteckigem Grundriss. Besondere Aufmerksamkeit widmete Rall einer dezenten, aber wirkungsvollen Lichtführung. Er beteiligte 24 zeitgenössische Künstler an der Ausstattung seiner Kirchen, meist für die künstlerische Verglasung, die Portalgestaltung und den Entwurf des zentralen Kreuzes. Rall bevorzugte beim Bau seiner Kirchen (neben dem unverzichtbaren Beton) natürliche Materialien, wie Schiefer, Naturstein, Ziegel und Holz.
Heinz Rall zählt zu den wichtigen Kirchenarchitekten Südwestdeutschlands, wie es die zahlreichen Besprechungen seiner Kirchen in der einschlägigen Literatur belegen. In der Ausstellung Bauen in Deutschland 1945–1962 des Bundes Deutscher Architekten (BDA), die 1963 in Hamburg stattfand, wurde die Böblinger Paul-Gerhardt-Kirche von Heinz Rall als eine von neun repräsentativen  Kirchen der Nachkriegszeit vorgestellt.

### Profanbauten

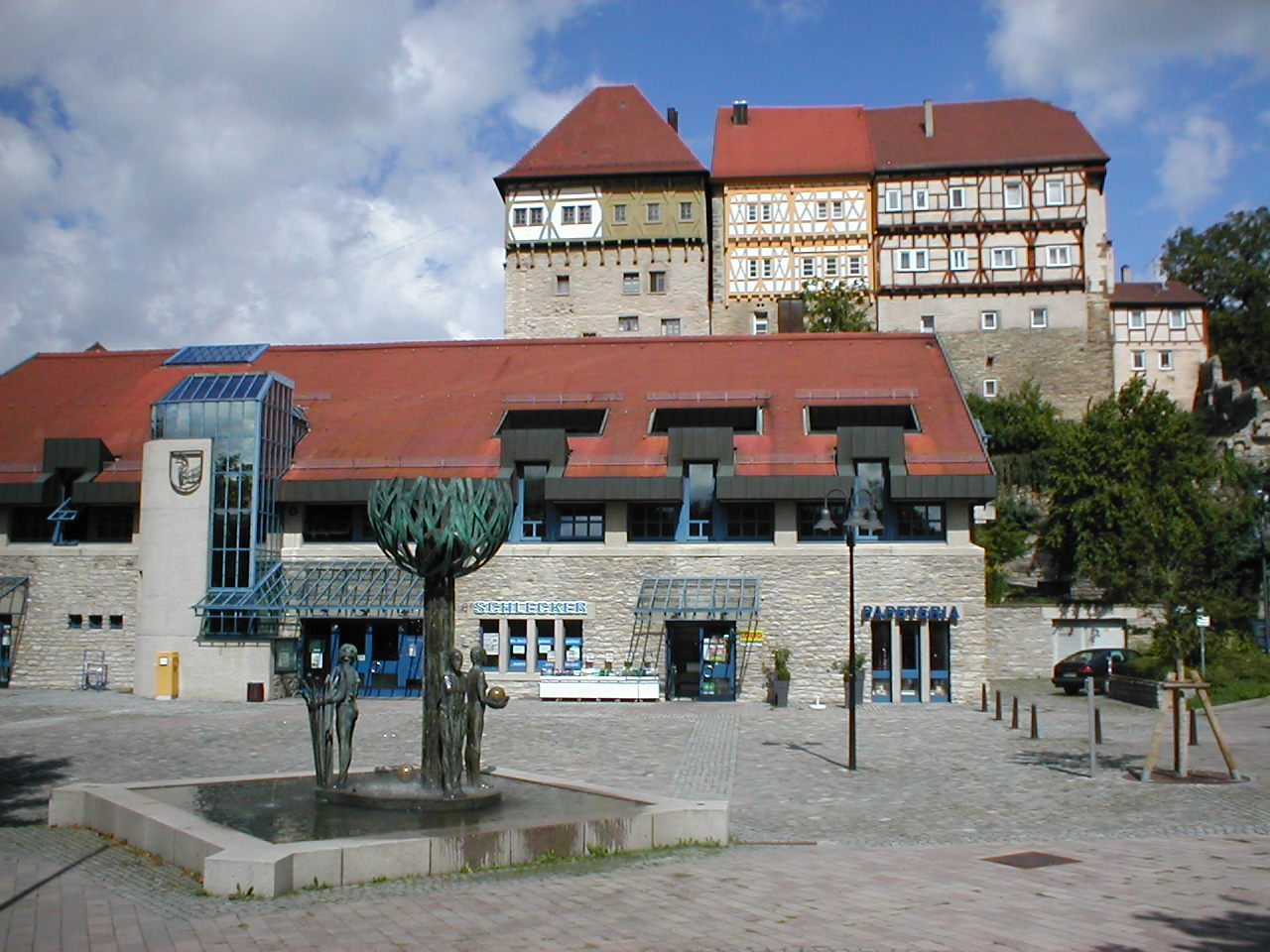
Rathaus in Talheim unterhalb der historischen Burg Talheim, davor ein Brunnen von Ursula Stock

Zu den von Rall erbauten Profanbauten gehören:
- öffentliche Gebäude wie
  - die Stadthalle in Marbach am Neckar,
  - die Rathäuser in Talheim und Güglingen,
  - die Pädagogische Hochschule Weingarten,
  - die Autobahnraststätte Bruchsal West,
  - das Kurhaus Oberstaufen,
  - das Deutsche Zweirad- und NSU-Museum in Neckarsulm,
- Geschäftshäuser und Einkaufszentren wie
  - ein Geschäftshaus in Berlin,
  - ein Einkaufszentrum in Leoben,
  - die Kreissparkasse Heilbronn,
  - die Kreissparkasse Neckarsulm,
  - ein Einkaufszentrum und die Kreissparkasse in Plochingen,
- Sportstätten wie
  - die Sporthalle in Bruck an der Mur,
  - das Hallenschwimmbad in Eisenerz,
  - das Schul- und Sportzentrum in Trofaiach.
- Büro- und Wohngebäude (Schwäbisch Gmünd, Stuttgart).
- Siedlungsbau (Plochingen-Stumpenhof).

### Stadtkernsanierung Güglingen

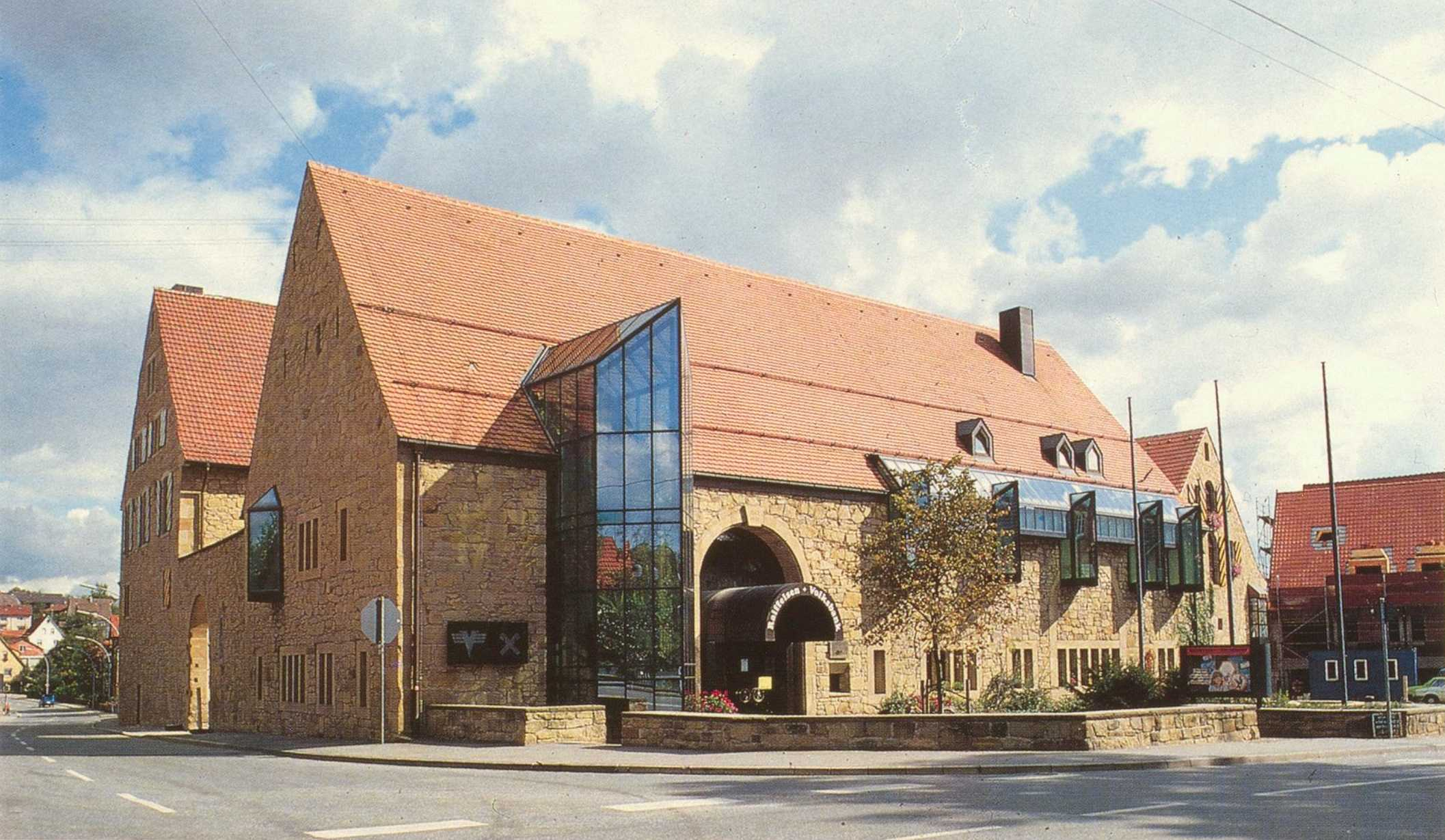
Zehntscheuer in Güglingen nach dem Umbau 1978

Ab Mitte der 1970er Jahre widmete sich Rall der Stadtkernsanierung in Güglingen, in deren Rahmen er zahlreiche Gebäude umbaute, renovierte oder neu erbaute.
Der Pfarrer der sanierungsbedürftigen Mauritiuskirche in Güglingen, Werner Marquardt, war von der durch Rall 1965 erbauten Andreä-Kirche in Göppingen-Jebenhausen derart beeindruckt, dass er ihn unbedingt für die Sanierung in Güglingen gewinnen wollte. Rall übernahm den Auftrag. Im Jahr 1974 erfuhr er von der Absicht der Güglinger Volksbank, die marode Zehntscheuer abzubrechen und auf dem Grundstück ein modernes Bankgebäude zu errichten. Rall entwickelte einen Alternativvorschlag zum Umbau und der Restaurierung des mittelalterlichen Gebäudes unter Beibehaltung der historischen Substanz. Die Volksbank ging auf den Vorschlag ein.

#### Stadtkern I
Mit dem Umbau der Zehntscheuer im Jahr 1976 begann die erste Phase der Stadtkernsanierung, die seit 1972 nach dem neuen Städtebauförderungsgesetz von Bürgermeister und Gemeinderat beschlossen worden war. Der Ortskern sollte zu einem Kleinzentrum mit Einzelhandels-, Dienstleistungs- und Büroflächen, aber auch mit attraktiven Wohnungen umgebaut und durch eine Fußgängerzone aufgewertet werden. Die Zehntscheuer war Teil des Deutschen Hofs, einer Platzanlage aus dem 16. Jahrhundert. Auch der Deutsche Hof und die umliegenden historischen Gebäude, besonders die Herzogskelter und das Band- oder Helferhaus, wurden umgebaut und saniert.

#### Stadtkern II
Ab 1979 bemühte sich die Stadt um die Erweiterung des Sanierungsgebiets Stadtkern I im Rahmen des Städtebauförderungsgesetzes. Im Jahr 1983 wurde schließlich auch das daran angrenzende Sanierungsgebiet Stadtkern II genehmigt. Das Alte Amtshaus am Marktplatz wurde zu einem Rathaus umgebaut und durch einen Anbau erweitert. Die an den Marktplatz angrenzenden Gebäude wurden modernisiert bzw. zu Wohngebäuden umgebaut. An der zentrumsnahen Kleingartacher Straße wurden das Altenzentrum Gartacher Hof sowie Büroflächen und Wohnungen gebaut. Die Realschule wurde um einen Vorbau für Fachklassen erweitert und die alte Gaststätte Adler zum Adlereck umgestaltet.

### Kunst im Stadtraum

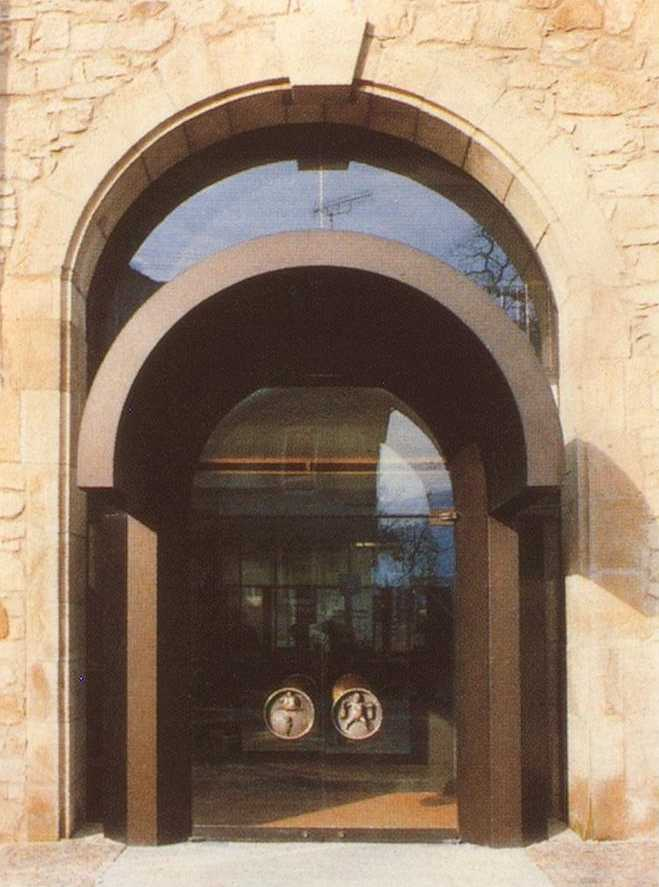
Guido Messer: Türgriffe Arm und Reich, 1978
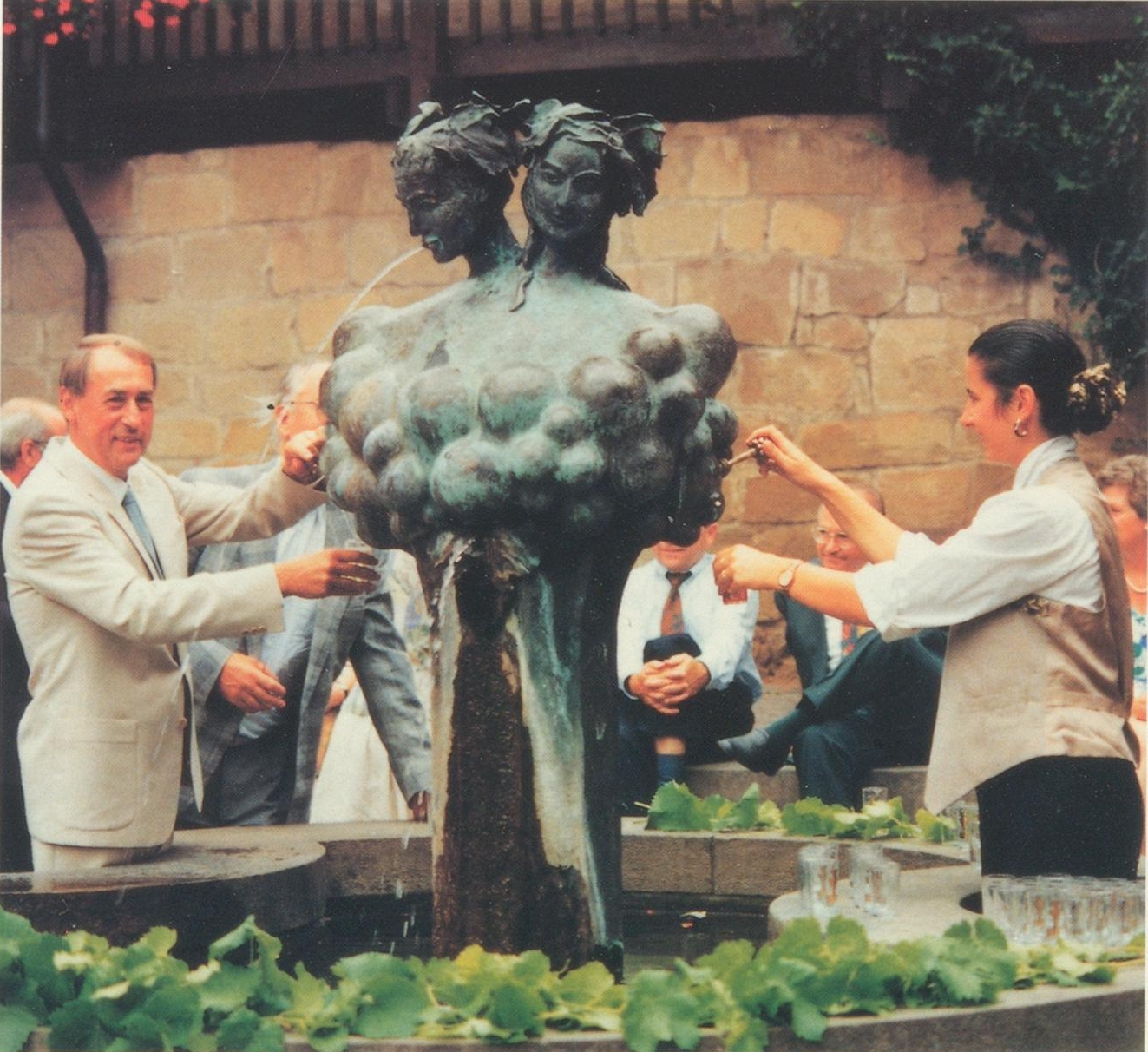
Ursula Stock: Weinbrunnen, 1979
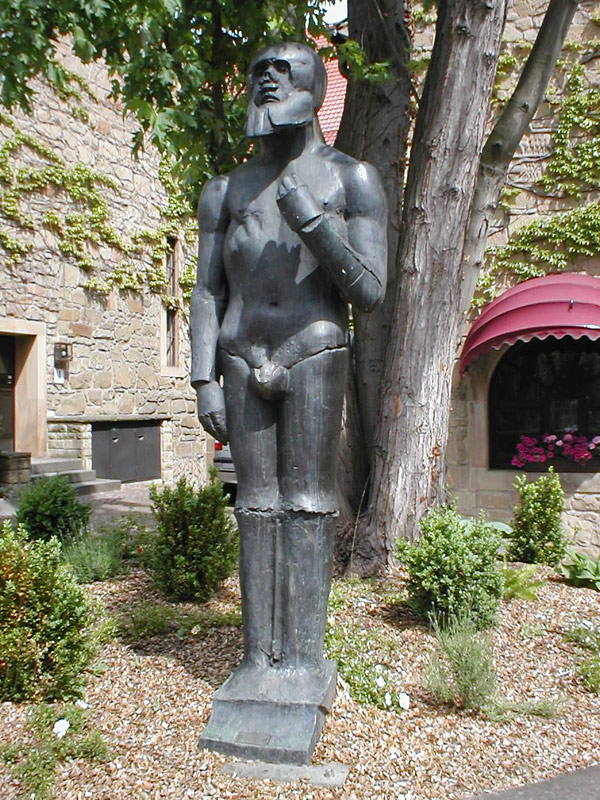
Richard Hess: Wächter, 1979
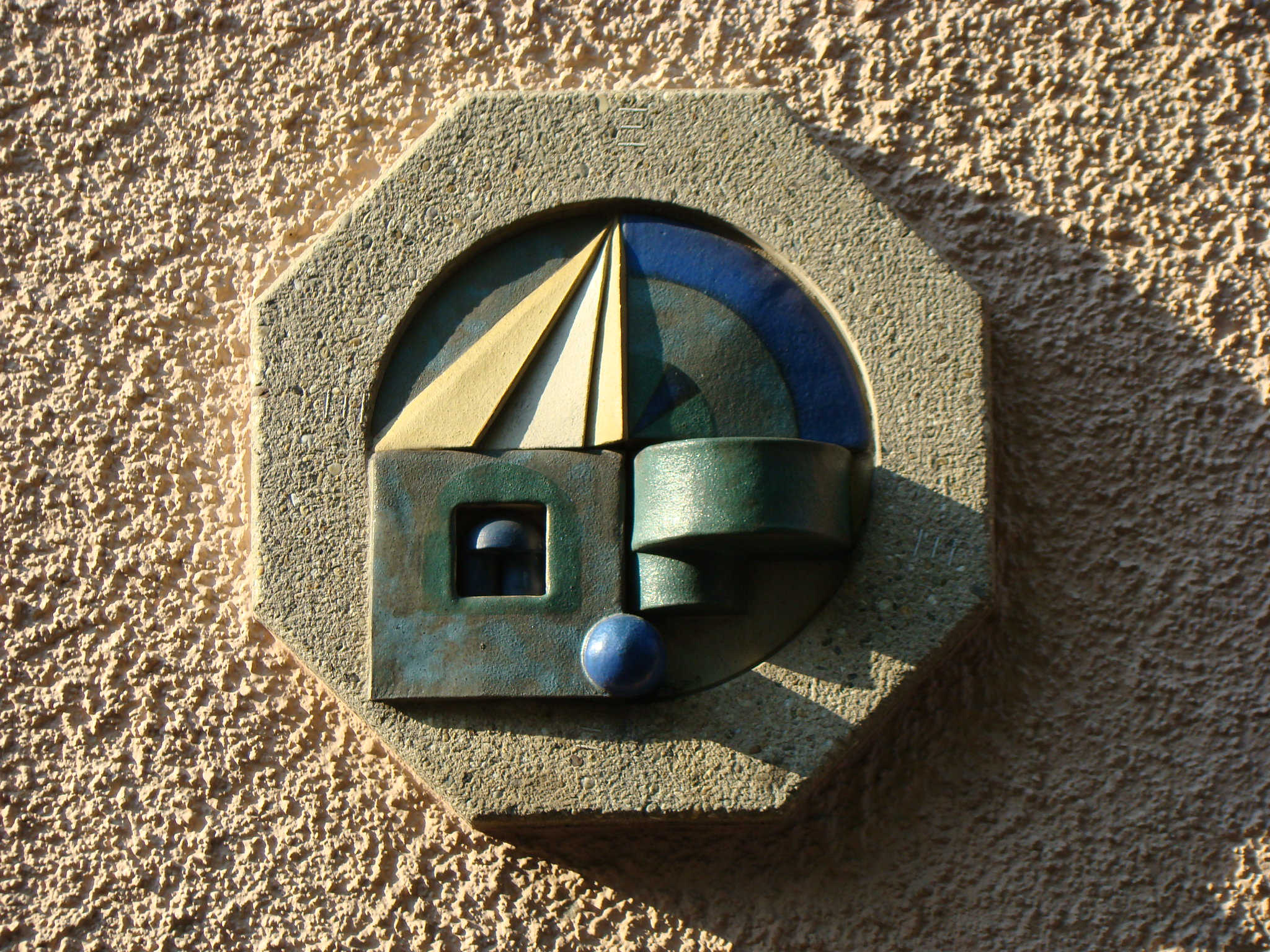
Lee Babel: Emblem, 1979
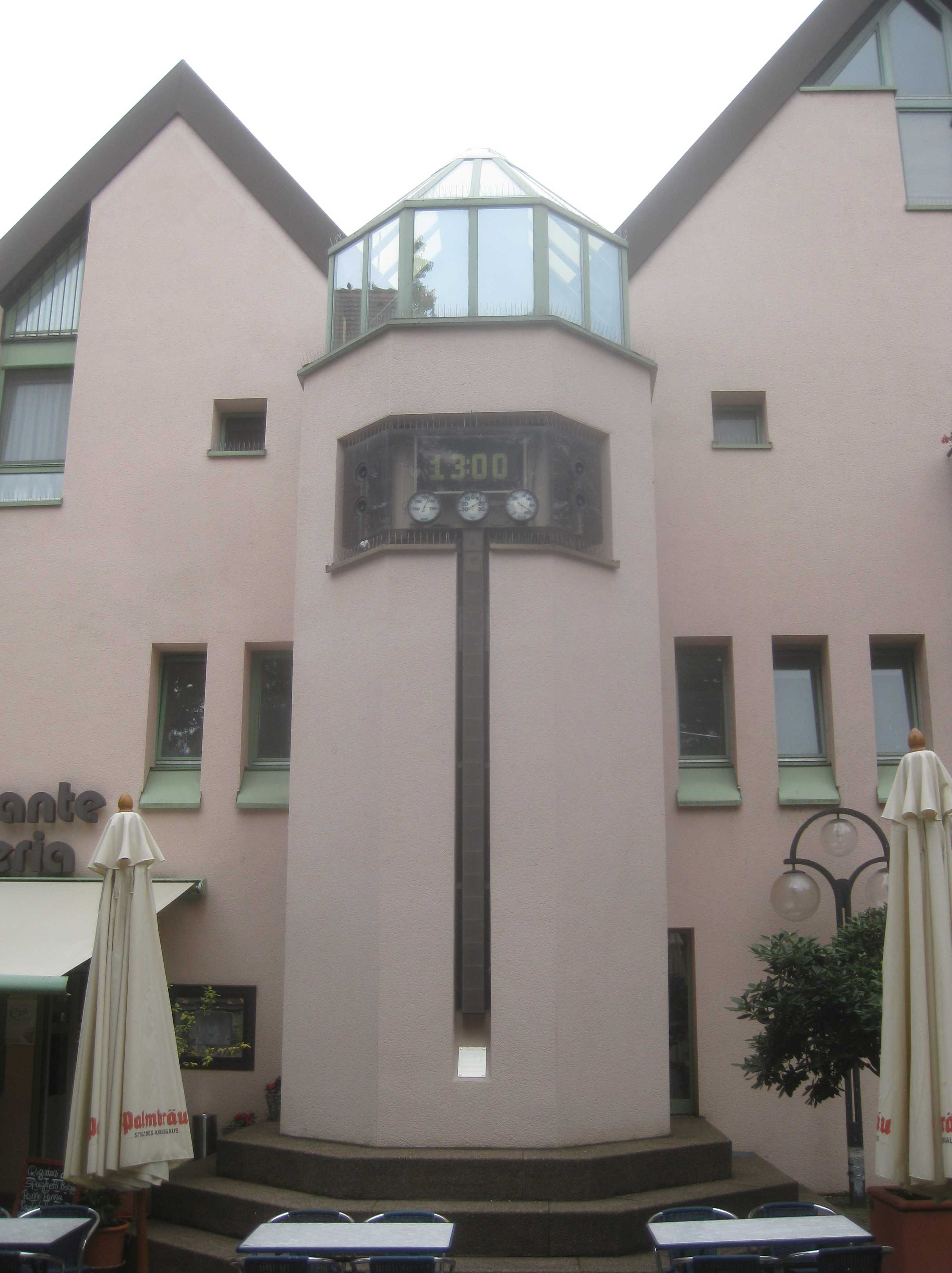
Walter Giers: Lichtkinetische Uhr, 1983
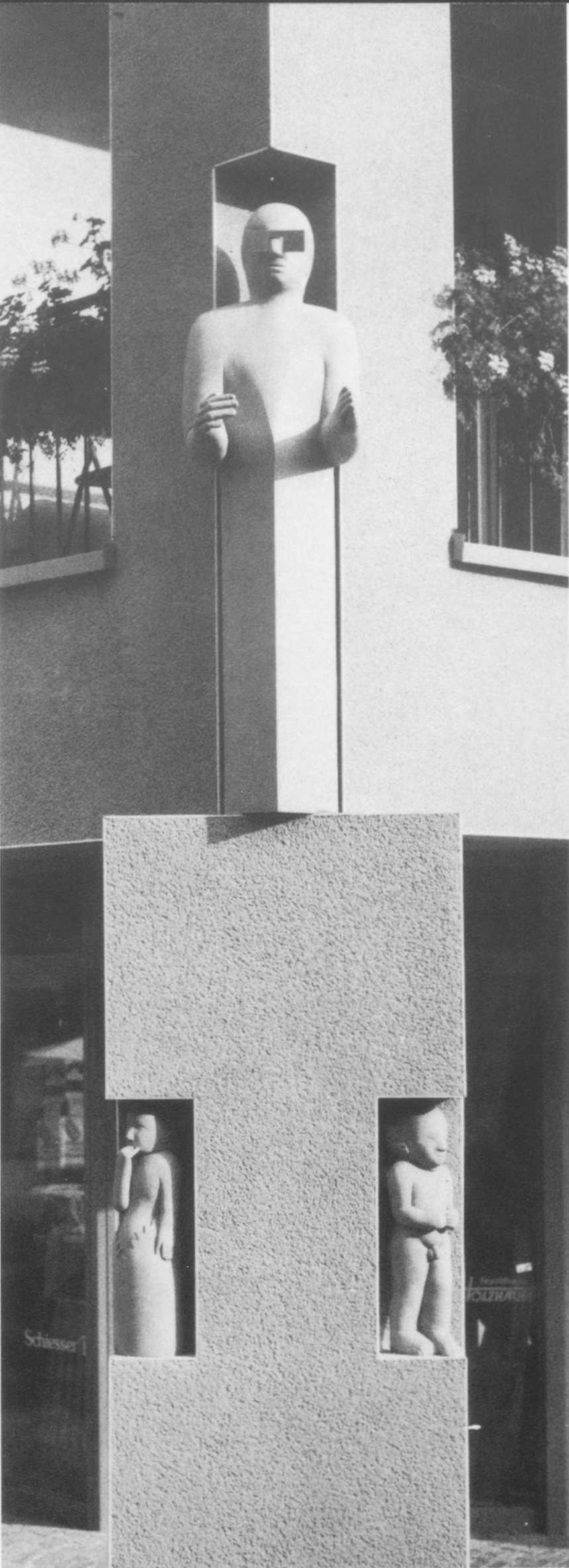
Joachim Schmettau: Figurengruppe, 1982

Heinz Rall zog von vorneherein die „Kunst im Stadtraum“ in die Planung mit ein, an der sich auch die Bildhauerin Ursula Stock, seine spätere Frau, aktiv und beratend beteiligte. Nach Heinz Rall wurden bei der künstlerischen Ausstattung des Stadtraums folgende Grundsätze beachtet:
- „Ein wichtiges Hilfsmittel für die Signifikanz dieser Stadt ist die Integration von Kunst. Arbeiten zeitgenössischer Künstler, historische Fundstücke und kunsthandwerkliche Beiträge geben dem Ortskern sein besonderes Gepräge.“[7]
- „Die meisten Künstler wurden bereits im frühen Stadium in die Planung einbezogen. Anstelle eines puristischen Konzepts sollte der Stilpluralismus unserer Zeit zur Geltung kommen und ein breites Spektrum künstlerischer Ausdrucksformen verwirklicht werden.“

Der Deutsche Hof wurde zusammen mit der Herzogskelter und der Zehntscheuer als Erstes restauriert und mit Kunstwerken ausgestattet. Auf dem Platz wurde zu Ehren des örtlichen Weinbaus ein wein- und wasserspendender Brunnen von Ursula Stock installiert. Auch die umliegenden Gebäude wurden durch Kunst am Bau oder freistehende Kunstwerke aufgewertet.
Auch nach der ersten Phase der Stadtkernsanierung wurde die Installation öffentlicher Kunst im Stadtraum beharrlich fortgesetzt, bis heute entstanden über 40 Kunstwerke.

### Römermuseum Güglingen

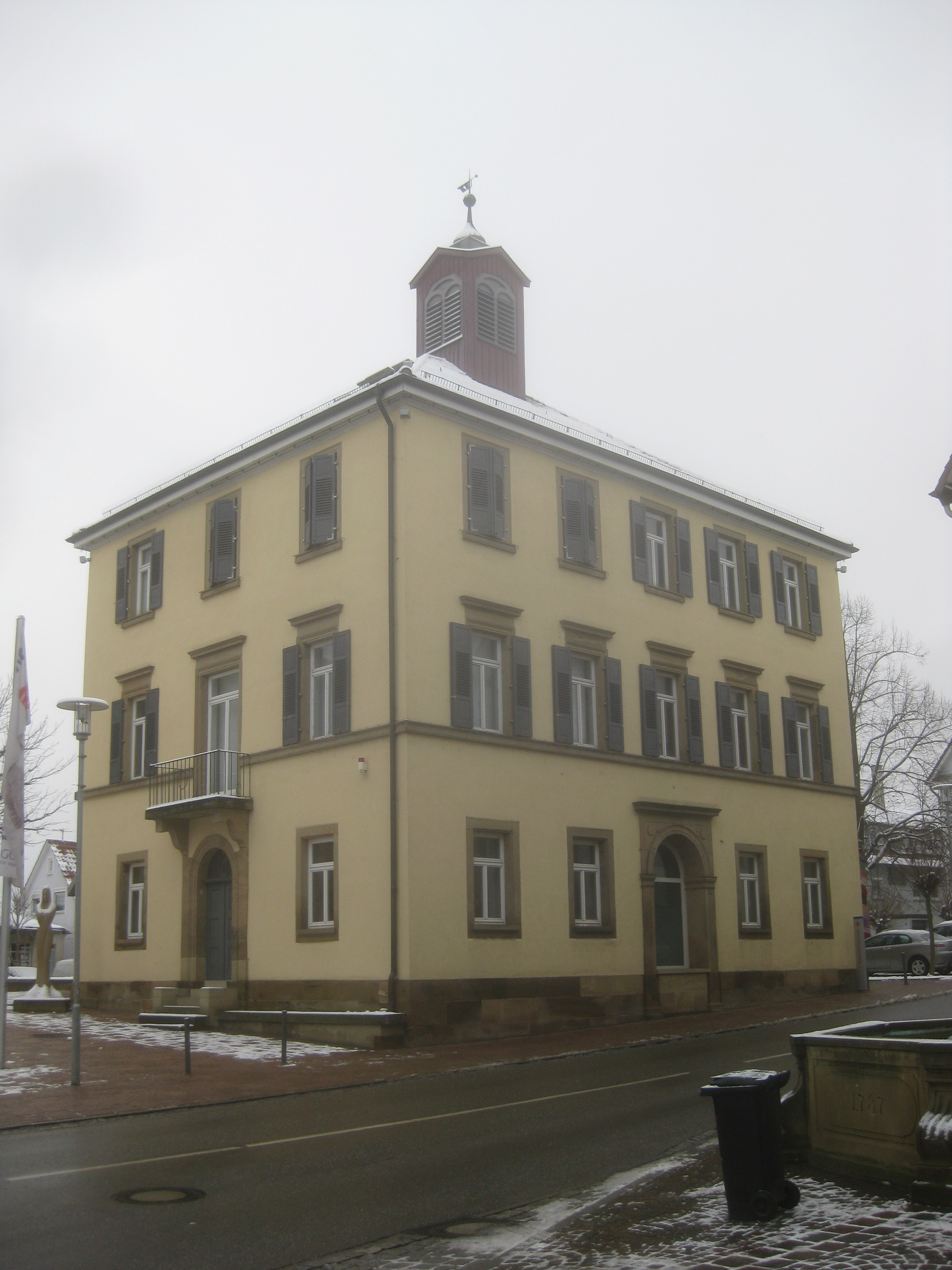
Römermuseum Güglingen

Nach der Jahrtausendwende stieß man bei der Erschließung des Gewerbegebiets „Ochsenwiesen / Steinäcker“ auf „die zum Teil einzigartigen Hinterlassenschaften der römischen Vergangenheit“ Güglingens. Die große Zahl der Fundstücke aus der anschließenden archäologischen Ausgrabung sollten in einem Museum präsentiert werden. Als Standort für das „Römermuseum“ wurde das Alte Rathaus ausgewählt, das jedoch zuvor entsprechend umgebaut und saniert werden musste. Rall stellte 2005 kostenlos die Pläne für den Umbau zur Verfügung und sorgte „mit einer großzügigen, zweckgebundenen Schenkung für eine Anschub-Finanzierung“. Die Umbauarbeiten wurden ein Jahr nach Ralls Tod im November 2007 unter Federführung des Architekten Dieter Schmid begonnen und im April 2008 beendet. Heute ist das nach modernen didaktischen Gesichtspunkten eingerichtete Museum zusammen mit der Freilichtanlage des Mithräums an der ursprünglichen Fundstelle ein kultureller Anziehungspunkt der Stadt.

### Bürgerstiftung Kunst für Güglingen
Im Jahr 1981 gründete Heinz Rall den Kunstverein Bürgerstiftung Kunst für Güglingen. Zu den Gründungsmitgliedern gehörten der Bürgermeister Manfred Volk und der Pfarrer der Mauritiuskirche, Werner Marquardt, die sich wie Heinz Rall beide für die Förderung der Kunst in der Stadt einsetzten. Das Ziel des Vereins ist es, die Kunstsammlung der Stadt Güglingen zu vergrößern und das Ansehen Güglingens als Kunststadt dadurch zu halten, „dass wir Bürger an Kunst heranführen und ihnen die Begegnung mit Künstlern unserer Zeit ermöglichen“. Seit 1989 veranstaltete der Verein jährlich Ausstellungen im Güglinger Rathaus, bei denen oft Ankäufe durch die Stadt Güglingen erfolgten.

## Werkliste
| Karte mit allen Standorten |
| Klicken Sie in der folgenden Zeile auf OSM oder Google. Karte mit allen Koordinaten: OSM \| WikiMap Es wird eine OpenStreetMap-Karte oder eine Google-Maps-Karte mit allen Standorten angezeigt. |

| Karte für einen Standort |
| Klicken Sie in der Spalte Adresse auf das Symbol . Es wird eine OpenStreetMap-Karte für den angegebenen Standort angezeigt. |

| Jahr | Einweihungsjahr oder Baujahr. |

### Sakralbauten
| Nr. | Jahr | Abbildung                          | Beschreibung | Standort                                     |  |
| --- | ---- | ---------------------------------- | --- | -------------------------------------------- |  |
| 1   | 1970 |                                    | Evangelische Auferstehungskirche. | Arnoldstein (Kärnten)                        |  |
| 2   | 1962 |                                    | Evangelische Matthäuskirche. Architekten: Rall und Röper (Heinz Rall und Hans Röper). Mitarbeit: Walter Mönch, Erwin Riexinger.                         | Backnang                                     |  |
| 3   | 1961 |                                    | Evangelische Paul-Gerhardt-Kirche. Architekten: Rall und Röper (Heinz Rall und Hans Röper). Mitarbeit: Helmut Wurm, Walter Mönch                        | Böblingen                                    |  |
| 4   | 1965 |                                    | Evangelische Versöhnungskirche. Architekt: Heinz Rall. Mitarbeit: Fritz Wilhelm, Helmut Wurm.                                                           | Calw-Heumaden, Christian-Barth-Straße 1      |  |
| 5   | 1963 |                                    | Evangelische Christuskirche. Architekt: Heinz Rall. Mitarbeit: Helmut Wurm.                                                                             | Esslingen-Zollberg, Neuffenstraße 18         |  |
| 6   | 1965 |                                    | Evangelische Andreä-Kirche. Architekt: Heinz Rall. Mitarbeit: Bernhard Münch.                                                                           | Göppingen-Jebenhausen, Herdweg 36            |  |
| 7   | 1985 |                                    | Aussegnungshalle. Architekt: Heinz Rall. Mitarbeit: Bernhard Münch, Mathias Kotz.                                                                       | Güglingen                                    |  |
| 8   | 1977 |                                    | Evangelische Mauritiuskirche. Umbau und Erneuerung. Architekten: Rall und Partner. Mitarbeit: Bernhard Münch, Gerhard F. Holzheid, Christian Deplewski. | Güglingen, Marktplatz 7                      |  |
| 9   | 1970 |                                    | Evangelische Lutherkirche. Architekt: Heinz Rall. Mitarbeit: Bernhard Münch.                                                                            | Kassel, Lutherplatz 6                        |  |
| 10  | 1965 | Versöhnungskirche, Leonberg-Ramtel | Evangelische Versöhnungskirche. Architekt: Heinz Rall. Mitarbeit: Fritz Wilhelm, Horst Fischer.                                                         | Leonberg-Ramtel, Am Bockberg 2               |  |
| 11  | 1973 |                                    | Evangelische Dreifaltigkeitskirche. Umbau. Architekt: Heinz Rall. Mitarbeit: Bernhard Münch, Christian Deplewski.                                       | Leutkirch                                    |  |
| 12  | 1964 |                                    | Evangelische Kreuzkirche. Architekt: Heinz Rall. Mitarbeit: Helmut Wurm.                                                                                | Ludwigsburg-Schlösslesfeld, Brahmsweg 31     |  |
| 13  |      |                                    | Montagegemeindehäuser |                                              |  |
| 14  | 1965 |                                    | Evangelische Thomaskirche. 1. Bauabschnitt: Gemeindehaus. Architekt: Heinz Rall. Mitarbeit: Bernhard Münch.                                             | Osnabrück, In der Dodesheide 46              |  |
| 15  | 1966 |                                    | Evangelische Paul-Gerhardt-Kirche. Architekt: Heinz Rall. Mitarbeit: G. Doose, Bernhard Münch, Helmut Wurm.                                             | Plochingen-Stumpenhof, Teckplatz             |  |
| 16  | 1969 |                                    | Evangelisches Gemeindezentrum Brücke. 1. Bauabschnitt: Kindergarten und Gemeindehaus. Architekt: Heinz Rall. Mitarbeit: Bernhard Münch, Helmut Wurm.    | Schwäbisch Gmünd, Eutighofer Straße          |  |
| 17  | 1959 |                                    | Evangelische Christuskirche. Architekten: Rall und Röper (Heinz Rall und Hans Röper). Mitarbeit: Erwin Riexinger                                        | Sindelfingen, Vordere Halde 23               |  |
| 18  | 1963 |                                    | Evangelische Johanneskirche. Architekten: Rall und Partner. Mitarbeit: Helmut Wurm.                                                                     | Sindelfingen, Rechbergstraße 1               |  |
| 19  | 1967 |                                    | Evangelische Versöhnungskirche. Architekt: Heinz Rall. Mitarbeit: Fritz Wilhelm, G. Fischer.                                                            | Sindelfingen-Goldberg, Goldbergstraße 33     |  |
| 20  | 1961 |                                    | Evangelische Pauluskirche. Architekten: Rall und Röper (Heinz Rall und Hans Röper). Mitarbeit: Helmut Wurm, Walter Mönch.                               | Stuttgart-West, Seyfferstraße 61             |  |
| 21  | 1960 |                                    | Evangelische Stephanuskirche. Architekten: Rall und Röper (Heinz Rall und Hans Röper). Mitarbeit: Helmut Wurm.                                          | Stuttgart-Bad Cannstatt, Burckhardtstraße 75 |  |
| 22  | 1966 |                                    | Evangelische Sommerrainkirche. Architekt: Heinz Rall. Mitarbeit: Helmut Wurm, Hardo Achterberg.                                                         | Stuttgart-Bad Cannstatt, Mimosenweg 22       |  |
| 23  | 1967 |                                    | Evangelisches Gemeindezentrum. Architekt: Heinz Rall. Mitarbeit: Bernhard Münch, Helmut Wurm.                                                           | Stuttgart-Hohenheim, Steckfeldstraße 24      |  |
| 24  | 1969 |                                    | Evangelische Gartenstadtkirche. Architekt: Heinz Rall. Mitarbeit: G. Doose, Helmut Wurm.                                                                | Stuttgart-Luginsland, Barbarossastraße 52    |  |
| 25  | 1966 |                                    | Evangelische Auferstehungskirche. Architekt: Heinz Rall. Mitarbeit: Bernhard Münch, Helmut Wurm.                                                        | Tuttlingen, Auf dem Schildrain 16            |  |
| 26  | 1966 |                                    | Evangelische Auferstehungskirche. Architekt: Heinz Rall. Mitarbeit: Bernhard Münch, Helmut Wurm.                                                        | Ulm-Böfingen, Haslacher Weg 60               |  |

### Profanbauten
| Nr. | Jahr      | Abbildung | Beschreibung | Standort                                           |  |
| --- | --------- | --------- | --- | -------------------------------------------------- |  |
| 1   | 1958–1961 |           | Jamtalhütte, in 2165 Metern Höhe in der Silvretta (Österreich) für die Sektion Schwaben des Deutschen Alpenvereins, Erweiterungsbau. Architekten: Rall und Röper (Heinz Rall und Hans Röper). | 46.886155 10.178611                                |  |
| 2   |           |           | Geschäftshaus. | Berlin, Kurfürstendamm                             |  |
| 3   |           |           | Wohnbauprojekte. | Berlin                                             |  |
| 4   |           |           | Autobahnraststätte Bruchsal West. | Bruchsal                                           |  |
| 5   |           |           | Sporthalle. | Bruck an der Mur (Steiermark), Schillerstraße 11   |  |
| 6   |           |           | Hallenschwimmbad, heute Vitalbad. | Eisenerz (Steiermark), Hans-von-der-Sann-Straße 24 |  |
| 7   | 1976      |           | Umbau und Restaurierung der Zehntscheuer, Sitz der Volksbank. Architekt: Heinz Rall, Mitarbeit: Christian Deplewski.                                                                          | Güglingen, Deutscher Hof 1                         |  |
| 8   | 1977–1983 |           | Neuanlage des Deutschen Hofs. | Güglingen, Deutscher Hof                           |  |
| 9   | 1979–1981 |           | Umbau und Restaurierung der Herzogskelter, heute Bürgersaal, Gaststätte und Hotel. | Güglingen, Marktstraße 1                           |  |
| 10  | 1986      |           | Umbau und Restaurierung des Alten Amtshauses als Rathaus sowie Erweiterung durch einen Anbau.                                                                                                 | Güglingen, Marktstraße 19–21                       |  |
| 11  | 2005–2008 |           | Umbau und Restaurierung des Alten Rathauses zum Römermuseum Güglingen. Architekten: Heinz Rall, Dieter Schmid.                                                                                | Güglingen, Marktstraße 18                          |  |
| 12  |           |           | Kreissparkasse Heilbronn, Kundenhalle. | Heilbronn, Am Wollhaus 14                          |  |
| 13  |           |           | Einkaufszentrum | Leoben (Steiermark)                                |  |
| 14  | 1952–1954 |           | Volksschule, Architekt: Hans Volkart, Mitarbeit: Heinz Rall | Marbach am Neckar                                  |  |
| 15  | 1956–1957 |           | Stadthalle Schillerhöhe. Architekten: Rall und Röper (Heinz Rall und Hans Röper) | Marbach am Neckar, Schillerhöhe 12                 |  |
| 16  |           |           | Deutsches Zweirad- und NSU-Museum. | Neckarsulm                                         |  |
| 17  |           |           | Kreissparkasse Neckarsulm. | Neckarsulm                                         |  |
| 18  |           |           | Kurhaus. | Oberstaufen                                        |  |
| 19  |           |           | Einkaufszentrum und Kreissparkasse Esslingen-Nürtingen, Filiale Plochingen. | Plochingen, Am Fischbrunnen 3                      |  |
| 20  |           |           | Wohnsiedlung mit ca. 500 Wohneinheiten. Architekten Heinz Rall, Hans Röper und Hahn. 1. Preis beim Wettbewerb 1953.                                                                           | Plochingen-Stumpenhof                              |  |
| 21  |           |           | Altenwohnungen. | Schwäbisch Gmünd                                   |  |
| 22  |           |           | Büro- und Wohnbauten. | Stuttgart, Birkenwaldstraße                        |  |
| 23  | 1982      |           | Rathaus. | Talheim, Rathausplatz 18                           |  |
| 24  |           |           | Schul- und Sportzentrum | Trofaiach (Steiermark)                             |  |
| 25  |           |           | Pädagogische Hochschule Weingarten. Architekten: Heinz Rall, Antero Markelin. | Weingarten, Kirchplatz 2                           |  |

## Mitgliedschaften
- Bund Deutscher Architekten (BDA).
- Verein für Kirche und Kunst (Vorstandsmitglied), seit 1962.
- Kunststiftung Baden-Württemberg (Pate).

## Veröffentlichtes

### Schriften
- Kirchliches Bauen in der Wohnstadt. In: Walther Heyer (Bearb.): Evangelische Kirchenbautagung Stuttgart 1959. Berlin 1959, S. 68–74.
- Gemeindehäuser in Montage-Bauweise. In: Kunst und Kirche, 25. Jahrgang 1962, S. 77.
- Zum Kirchenbau des letzten Jahrzehnts. In: Verein für Christliche Kunst in der evangelischen Kirche Württembergs (Hrsg.): Evangelische Kirchen und christliche Kunst in Württemberg 1957–1966, ein Querschnitt. (Jahresgabe 1966 für die Mitglieder des Vereins für Christliche Kunst in der evangelischen Kirche Württembergs) o. O. (Stuttgart) 1966, 3 nicht paginierte Textseiten, Tafeln 48, 60, 61, 64 und 65.
- Galerie Valentien (Hrsg.), Kurt Leonhard (Vorwort): Ursula Stock. Skulpturen, Bilder, Zeichnungen 1982-86. Stuttgart o. J. (1986). (Fotos und Gestaltung von Rall)
- Das Güglinger Palmtuch. Güglingen 1988.
- Güglingen. Kunst im Stadtraum. Güglingen 1990.
- (mit Ulrich Gräf, Reinhard Lambert Auer, Gerhard Koch): 25 Jahre evangelischer Kirchenbau Rall und Partner 1955–1980. Stuttgart 2001.
- Historische Kirchen im Zabergäu und Umgebung. Stuttgart 2003.
- Vorgestern über dem tunesischen Bergland abgeschossen... Ein Zeitzeuge erinnert sich. (mit Beiträgen von Hans Röper und Karl-Heinz Nitzsche) Heidelberg 2004.
- Herzogskelter Güglingen, Kreis Heilbronn. Künstlerische Beiträge der Stadtkernsanierung (1977–81) von Ursula Stock Stuttgart. o. O. (Güglingen) o. J.

### Fotobeiträge
- Petra von Olschowski, Ursula Stock (Illustration), Heinz Rall (Fotos): Ursula Stock. Irrgarten möbliert. o. O. (Güglingen) 2007.
- Ursula Stock (Illustration), Heinz Rall (Fotos): Güglingen. Künstlerische Beiträge von Ursula Stock 1978–1990. (Künstlerische Beiträge zur Stadtsanierung, Gestaltung: Ursula Stock) Bönnigheim 1991.
- Ursula Stock, Heinz Rall (Fotos): Jahreszeiten-Brunnen Talheim Kreis Heilbronn. o. O. (Güglingen) 1992.
- Ursula Stock, Heinz Rall (Fotos): MM. Millenio – Millenia – Millennium. Brunnen Rathausplatz Sigmaringen-Laiz. Güglingen o. J. (2000).
- Ursula Stock, Heinz Rall (Fotos): Lebensbaum. Abgezweigt + aufgepfropft. 1988–2008. Ursula Stock. o. O. (Güglingen) 2008.
- Helmut Herbst, Heinz Rall (Fotos): Ursula Stock. Skulpturen Zeichnungen 1989–1994. Stuttgart 1994.
- Ursula Stock, Heinz Rall (Fotos): Ursula Stock – Brandenburger Torheiten. o. O. (Güglingen) 2004. (zur Ausstellung Brandenburger Torheiten im Haus der Deutschen Wirtschaft in Berlin, 80 Jahre Industrie-Pensions-Verein e. V., Berlin)
- Günther Wirth, Ursula Stock, Heinz Rall (Fotos): Ursula Stock. Skulpturen – Bilder – Zeichnungen 1986–88. (zur Ausstellung in der Galerie im Kolpingbildungszentrum Augsburg, 11. Oktober bis 24. November 1988) Güglingen 1988.

### Zu Leben und Werk
- Stadt Güglingen (Hrsg.): Güglingen. Erneuerung einer Stadt. Güglingen o. J. (um 1985), Abbildungen auf S. 5, S. 8–10, S. 12/13, S. 16.
- Ulrich Pantle: Leitbild Reduktion. Beiträge zum Kirchenbau in Deutschland von 1945 bis 1950. Stuttgart 2003, S. 61, S. 355–356. (online)
- Bernd Uter: Güglingen und sein schönes Land. In: Schönes Schwaben, Jahrgang 1994, Heft 1, S. 12–17.
- Claudia Wachter, Charlotte Ruck, Peter Koch: Zabergäu. Zwischen Stromberg und Heuchelberg. Brackenheim 2002, S. 68–73.
- Claudia Wachter, Ulrike Maushake, Brigitte Hentschke: Zabergäu. Lebenswert und Eigenart. Brackenheim 2005, S. 146–153.

### Zu den Werken
|  | - Richard Biedrzynski: Die Stephanuskirche in Stuttgart-Bad Cannstatt. In: Kunst und Kirche, 24. Jahrgang 1961, S. 145–151, Titelblatt Heft 4. - Baudezernat Böblingen, Amt für Stadtentwicklung und Städtebau (Hrsg.): Architektur und Stadtplanung in Böblingen. Ein Architektur-Führer durch Böblingen und Dagersheim. Böblingen 2003, S. 27. (zur Paul-Gerhardt-Kirche in Böblingen) - Lieselotte Bopp: 20 Jahre Christuskirche Esslingen-Zollberg 1963-1983, 25 Jahre Wichernhaus Esslingen-Zollberg 1958-1983. Esslingen 1983, S. 10–15. - Joachim Hahn, Manfred Reiner: Evangelische Kirchen in Plochingen. Plochingen 1993, S. 26–30. (zur Paul-Gerhardt-Kirche) - Fritz Heimberger (Red.), Gerhard Betsch (Mitarbeit), Kurt Gramer (Fotos): Kirchen im Landkreis Böblingen. München 1990, S. 10. (zur Paul-Gerhardt-Kirche in Böblingen) - Institut für Kirchenbau und kirchliche Kunst der Gegenwart (Hrsg.): Flüssig / Fest. Beton als Material und Idee im Kirchenbau. (Kalender für 2014) Marburg 2013. - Barbara Kahle: Deutsche Kirchenbaukunst des 20. Jahrhunderts. Darmstadt 1990, ISBN 3-534-03614-X, S. 120. (zur Christuskirche in Esslingen-Zollberg) - Paul Gerhardt-Kirche in Böblingen/Württ. In: Kunst und Kirche, 26. Jahrgang 1963, S. 25–27. - Wanderndes Gemeindehaus in Berlin. Als montierbares „Provisorium“ für die Württembergische Landeskirche entworfen von Architekt Dipl.-Ing. Heinz Rall, Stuttgart. In: Kunst und Kirche, 28. Jahrgang 1965, S. 183. - Gemeindezentrum Johannes-Kirche in Sindelfingen-Eschenried/Württ. In: Kunst und Kirche, 29. Jahrgang 1966, S. 9–13, Titelblatt Heft 1. - Evang. Versöhnungskirche in Calw-Heumaden/Württ. In: Kunst und Kirche, 32. Jahrgang 1969, S. 150–153. - Walter Kuppel, Manfred Rehm: Güglingen – irgendwann – jetzt. Bilder einer deutschen Kleinstadt. o. O. (Güglingen) 1982, S. 44–51, 5. 4–59 (zur Stadtkernsanierung Güglingen), S. 59–60 (zur Kunst im Stadtraum). - Landesarchiv Baden-Württemberg (Hrsg.): Der Landkreis Heilbronn, Band 2: B, Die Gemeinden – Historische Grundlagen und Gegenwart (Fortsetzung): Ilsfeld bis Zaberfeld. Ostfildern 2010, S. 523. (zur Ortskernsanierung Zaberfeld) - Gerhard Langmaack: Evangelischer Kirchenbau im 19. und 20. Jahrhundert. Geschichte, Dokumentation, Synopse. Kassel 1971, S. 104 (zur Paul-Gerhardt-Kirche Böblingen), S. 117 (zur Versöhnungskirche in Leonberg-Ramtel), S. 150. - Evangelisches Pfarramt Leonberg-Ramtel (Hrsg.): Festschrift zur Einweihung der evangelischen Versöhnungskirche Leonberg-Ramtel, am Sonntag, 26. September 1965. Leonberg 1965. - Evangelische Kirchengemeinde Leonberg-Ramtel (Hrsg.): 20 Jahre Versöhnungskirche, 25 Jahre Evangelische Kirchengemeinde Leonberg-Ramtel. o. O. (Leonberg) 1985. - Leutkirch, Evangelische Stadtpfarrkirche (Umbau). In: Ulm und Oberschwaben, 55. Jahrgang 2007, S. 330–332. - Gilbert Lupfer: Architektur der fünfziger Jahre in Stuttgart. Tübingen 1997, S. 386, S. 456 (Fußnote 659). | - Simone Meyder: Sichtbeton, Faserzement und Glas. Kulturdenkmale der 1960er und 1970er Jahre. In: Denkmalpflege in Baden-Württemberg, 42. Jahrgang 2013, S. 227–232, hier zu S. 231 f. (zur Versöhnungskirche in Leonberg-Ramtel) - Evangelisches Pfarramt Güglingen (Hrsg.): Mauritiuskirche Güglingen. Evangelische Stadtkirche. Güglingen 1991. - Das Münster, 25. Jahrgang 1972, S. 39. (zur Versöhnungskirche in Sindelfingen) - Karl Philippi, Ernst-Wolfgang More: Die evangelische Christuskirche in Sindelfingen. Sindelfingen 1959. - Karl Philippi: Stätte der Sammlung und Sendung. Das evangelische Gemeindezentrum Johanneskirche Sindelfingen, eingeweiht am 12. Mai 1963. Sindelfingen 1963. - Evangelische Kirchengemeinde Plochingen (Hrsg.): Paul Gerhardt-Kirche Plochingen Stumpenhof. Plochingen o. J. (1966?). - Hermann Schick: Geschichte der Stadt Marbach am Neckar, Band 2 (1871–1959). Stuttgart 1992, S. 286. (zur Stadthalle Marbach) - Joachim Schlüter: Ein paar Viertele retteten die Zehntscheuer. Güglingen, die Geschichte einer ganz ungewöhnlichen Stadtkernsanierung. In: Sonntag aktuell, Nr. 21 vom 7. Oktober 1979, S. 6. - Susanne Schmidt: Architekturführer Böblingen. Architektur im Landkreis Böblingen 1900–2005. Böblingen 2005, Nr. 8 (Paul-Gerhardt-Kirche Böblingen). - Ursula Stock: In memoriam Heinz Rall 1920-2006. (mit Beiträgen von Sabine Leutheußer, Pfarrer Werner Marquardt, Horst Seizinger (Stadtsanierung), Pfarrer Gerhard Koch (Der Kirchenbauer Heinz Rall), Dietrich Wintterlin (Römische Dichtung), Hans Röper (Heinz Rall zum Gedenken)) Güglingen 2010. - Robert Stratmann: 25 Jahre Versöhnungskirche in Heumaden 1965–1990. Festschrift. Calw-Heumaden 1990. - Evangelisches Pfarramt der Stephanuskirche Stuttgart-Bad Cannstatt (Hrsg.): Festschrift zur Einweihung der Stephanuskirche Stuttgart-Bad Cannstatt am 9. Oktober 1960. Stuttgart o. J. (1960). - Pauluskirche. Zur Einweihung der evangelischen Pauluskirche in Stuttgart am 24. September 1961. Stuttgart o. J. (1961). - Evangelisches Pfarramt an der Gartenstadtkirche (Hrsg.): Evangelische Gartenstadtgemeinde Stuttgart-Untertürkheim-Luginsland. Festschrift anläßlich der Einweihung des evangelischen Gemeindezentrums in der Gartenstadt, Sonntag, den 30. März 1969, zugleich Wegweiser durch die Gemeinde. Stuttgart-Untertürkheim o. J. (1969). - Wilhelm Tiedje: Volksschule in Marbach a. N. In: Der Baumeister, Jahrgang 1956, S. 287–293. - Rolf Waldvogel: Evangelische Dreifaltigkeitskirche in Leutkirch, mit Gedächtniskirche. Lindenberg 2011. - Hans-Reinhart Ziegler: 40 Jahre Versöhnungskirche Leonberg Ramtel 1965–2005. Leonberg-Ramtel 2005. - Pfarrer Zündel (Hrsg.): Auferstehungskirche, Tuttlingen 5. Juni 1966. Tuttlingen 1966. |